# Jordi Vilasuso
Jordi Alejandro Vilasuso (ur. 15 czerwca 1981 w Miami) – kubańsko-amerykański aktor.

## Życiorys
Urodził się w Miami na Florydzie w rodzinie rzymskokatolickiej jako drugie z trojga dzieci Any Vilasuso i Franka Vilasuso, anestezjologa. Ma starszego brata Javiera i młodszą siostrę Marianne. Jego kuzynka Marivi Lorido García to żona aktora Andy’ego Garcíi. Dorastał w Coral Gables na Florydzie. Uczęszczał do Epiphany Catholic School. Naukę kontynuował w Glendale Community College w Kalifornii.

## Wybrana filmografia

### Filmy fabularne
- 1996: Ostatni domowy wyścig (The Last Home Run) jako Tommy
- 2005: Co jest grane (Heights) jako były Benjamena
- 2005: Hawana – miasto utracone (The Lost City) jako Jose Antonio „Manzanita” Echeverria

### Seriale telewizyjne
- 2000: Buffy: Postrach wampirów (Buffy the Vampire Slayer) jako Dixon
- 2000–2003: Guiding Light jako Tony Santos
- 2003–2004: 8 prostych zasad (8 Simple Rules... for Dating My Teenage Daughter) jako Luke
- 2005: Wzór (Numb3rs) jako Gabriel Ruiz
- 2006: Fashion House: Kobiety na krawędzi jako Eddie Zarouvian
- 2008: CSI: Kryminalne zagadki Miami jako Enrico Moldano
- 2010–2011: Wszystkie moje dzieci (All My Children) jako dr Griff Castillo
- 2013: Wszystkie moje dzieci (All My Children) jako dr Griff Castillo
- 2016–2017: Dni naszego życia jako Dario Hernandez
- 2018–: Żar młodości jako Rey Rosales